# 럭키 (2016년 영화)
《럭키》(LUCK-KEY)는 2016년에 개봉한 대한민국의 코미디 드라마 영화로, 2012년 일본에서 개봉한 영화 《열쇠 도둑의 방법》의 리메이크 작품이다. 이계벽이 감독과 각색을 맡았으며, 유해진, 이준, 조윤희, 임지연 등이 출연했다.

## 줄거리
업계에서 소문난 냉혹한 킬러 최형욱, 높은 장벽을 이기지 못하고 극단적인 선택을 결정한 인기없는 단역배우 윤재성. 이 두사람은 재성의 동네 목욕탕에서 만나게 된다. 형욱은 피로 얼룩진 몸을 씻기위해 재성은 냄새가 난다는 집주인 아줌마의 심한 모욕을 듣고 씻고 죽는다는(?) 목적을 이루기 위해. 형욱의 시계를 유심히 살펴보던 재성은 그를 갑부라고 여기며 부러워했고 형욱이 먼저 탕안으로 들어간다. 그런데 바로 그 순간, 바닥에 떨어져 있던 비누를 밟고 미끄러져 머리를 박은채 기절해버린 형욱. 평화로운 목욕탕은 아수라장이 되고 만다. 이때 형욱을 유심히 바라보고 있던 재성은 순간적인 물욕에 사로잡혀 그의 목욕탕 열쇠를 바꿔치기 해버리는 엄청난 범죄를 저지른다. 그리고 형욱이 실려간 사이 형욱의 옷으로 갈아입고 나온 재성. 이후 형욱의 지갑에 있던 돈으로 친구들에게 빌린돈과 가게 외상값, 밀린 월세를 내며 즐거움을 만끽한다. 
한편, 병원에서 깨어난 형욱은 모든 기억이 지워졌고 설상가상 락커룸안에 있던 재성의 신분증 때문인지 자신을 '영화배우 지망생 윤재성'으로 기억하며 혼란을 겪는다. 당연히 살던집도 어단지 몰라서 자신을 병원으로 이송해준 구조대원 강리나의 도움으로 재성의 집으로 와버린다. 그리고 머리를 박는 사고를 당한것도 모자라 자신이 누군지도 몰라 혼란스러워 하는 형욱이 못내 신경쓰였던 리나는 이후에도 종종 그를 찾아오며 챙기기 시작했고 그러는 사이 형욱과는 사적으로 가까워지게 된다. 형욱이 기억을 잃고 배우지망생으로 사는 사이 그의 펜트하우스까지 들어온 재성은 그의 집을 자기집 안방으로 만들어 놓으며 살면서 한번도 못누린 부귀영화를 누리게 된다. 하지만 그 부귀영화는 와인칸인줄 알았던 비밀의 방문을 열어버리며 끝나버린다.

## 캐스팅
- 유해진 : 최형욱 역
- 이준 : 윤재성 역
- 조윤희 : 강리나 역
- 임지연 : 송은주 역
- 조한철 : 일성 역
- 김민상 : 감독 역
- 차엽 : 조감독 역
- 김지안 : 강유나 역
- 성병숙 : 강리나의 어머니 역
- 박승태 : 강리나의 할머니 역
- 고준 : 권희락 역
- 이용녀 : 주인 할머니 역
- 금광산 : 한장혁 역
- 김한규 : 석민우 역
- 차순형 : 최문석 역
- 이승철 : 현실 한장혁 역
- 이성욱 : 남명진 (남비서) 역
- 정희태 : 김필규 (김이사) 역
- 이동용 : 최동용 (최실장) 역
- 김서현 : 박양기 (박실장) 역
- 송요셉 : 조철무 (조실장) 역
- 손하정 : 원무과 직원 역
- 김종훈 : 빨간머리 배달부 역
- 성창호 : 촬영장 조명감독 역
- 강지훈 : 인사 주민남 역
- 장혁진 : 고급빌라 남 역
- 나수윤 : 짝사랑 녀 역
- 앙퓨먼 : 인도 남자 역
- 문종원 : 깍두기 역
- 윤종구 : 봉고차 남 역
- 서영화 : 은주 엄마 역
- 김익태 : 윤재성의 아버지 역
- 강현식 : 이발소 손님 역
- 이명자 : 고지서 할머니 역
- 김진만 : 목욕탕 세신사 역
- 김현숙 : 화투 할머니 1 역
- 정경임 : 화투 할머니 2 역
- 차성제 : 동네 초등학생 1 역
- 박기호 : 동네 초등학생 2 역
- 박찬진 : 배달부 친구 역
- 옥주리 : 슈퍼 아줌마 역
- 김해용 : 응급실 의사 역
- 권방현 : 골목주민 1 역
- 최요운 : 골목주민 2 역
- 조한나 : 얇은김밥 손님 역
- 박규리 : 김밥포장 학생 역
- 공혜진 : 데코손님 1 역
- 박은미 : 데코손님 2 역
- 배천수 : 단무지 손님 역
- 장우진 : 운당 감독 역
- 조호준 : 운당 조감독 역
- 김동인 : 운당 사또 역
- 김현웅 : JSA 감독 역
- 이희성 : JSA 조감독 역
- 최원 : 지하철 감독 역
- 백천기 : 지하철 조감독 역
- 오현진 : 저잣거리 조감독 역
- 김훈 : 보출 윤재성 역
- 조준혁 : 촬영장 촬영감독 역
- 이대영 : 촬영장 미술감독 역
- 김경우 : 촬영장 녹음기사 역
- 김미현 : 촬영장 스크립터 역
- 김경태 : 촬영장 무술팀 역
- 김기정 : 촬영장 무술팀 역
- 김성훈 : 촬영장 무술팀 역
- 김시우 : 촬영장 무술팀 역
- 김일영 : 촬영장 무술팀 역
- 하영 : 촬영장 무술팀 역
- 김형록 : 촬영장 무술팀 역
- 박선용 : 촬영장 무술팀 역
- 송태완 : 촬영장 무술팀 역
- 오승률 : 촬영장 무술팀 역
- 옥일재 : 촬영장 무술팀 역
- 이규현 : 촬영장 무술팀 역
- 이종현 : 촬영장 무술팀 역
- 이주성 : 촬영장 무술팀 역
- 이진철 : 촬영장 무술팀 역
- 이창훈 : 촬영장 무술팀 역
- 장원진 : 촬영장 무술팀 역
- 채희봉 : 촬영장 무술팀 역
- 최영민 : 촬영장 무술팀 역
- 한상균 : 촬영장 무술팀 역
- 홍의권 : 촬영장 무술팀 역
- 홍준우 : 촬영장 무술팀 역
- 류성훈 : 촬영장 무술팀 역
- 이주원 : 피바람 배우 역
- 이하늬 : 민석 매니저 역
- 김정연 : TV 여고생 1 역
- 엄혜수 : TV 여고생 2 역
- 조인영 : TV 여고생 3 역
- 채희재 : 부하 1 역
- 김세준 : 부하 2 역
- 임근서 : 부하 3 역
- 김태규 : 부하 4 역
- 김효린 : 인사 주민녀 역
- 박대규 : 촬영장 부하들 역
- 박종범 : 촬영장 부하들 역
- 정소리 : 촬영장 부하들 역
- 조성제 : 촬영장 부하들 역
- 최시형 : 촬영장 부하들 역
- 홍성오 : 촬영장 부하들 역
- 구민혁 : 부동산 업자 역
- 신난애 : 여주인공 코디 역
- 유광수 : 타겟 역
- 한동학 : 빌라 의뢰자 역
- 최대성 : 감독 2 역
- 정덕효 : 조감독 2 역
- 장선영 : 교통방송 아나운서 역
- 김운 : 재성 친구들 역
- 김가윤 : 재성 친구들 역
- 박현익 : 재성 친구들 역
- 이율 : 재성 친구들 역
- 최혁진 : 재성 친구들 역
- 신정섭  : 은주 아버지 역
- 전혜빈 : 드라마 여주인공 혜빈 역 (특별출연)
- 이동휘 : 민석 역 (특별출연)
- 김지민 : 팩녀 역 (특별출연, 통편집)

## 수상 경력
- 2017년 피렌체 한국영화제 관객상
- 2017년 제12회 대한민국 대학영화제 남우주연상 - 유해진